# Kanton Cuiseaux
Cuiseaux is een kanton van het Franse departement Saône-et-Loire. Het kanton maakt deel uit van de arrondissementen Louhans (26) en Mâcon (2).

## Gemeenten
Het kanton Cuiseaux omvatte tot 2014 de volgende 9 gemeenten:
- Champagnat
- Condal
- Cuiseaux (hoofdplaats)
- Dommartin-lès-Cuiseaux
- Flacey-en-Bresse
- Frontenaud
- Joudes
- Le Miroir
- Varennes-Saint-Sauveur

Na de herindeling van de kantons bij decreet van 18 februari 2014, met uitwerking op 22 maart 2015 werd het kanton uitgebreid met volgende 19 gemeenten:
- L'Abergement-de-Cuisery
- Bantanges
- Brienne
- La Chapelle-Thècle
- Cuisery
- La Frette
- La Genête
- Huilly-sur-Seille
- Jouvençon
- Loisy
- Ménetreuil
- Montpont-en-Bresse
- Ormes
- Rancy
- Ratenelle
- Romenay
- Sainte-Croix-en-Bresse
- Savigny-sur-Seille
- Simandre